# طوماریان
طوماریان (نام علمی: Volutidae) نام یک تیره از فراراسته تازه‌شکم‌پایان است.